# WWE 2K Battlegrounds
WWE 2K Battlegrounds est un jeu vidéo de catch professionnel développé par Sabre Interactive et édité par 2K Sports. Il est sorti en septembre 2020. C'est le septième sous la bannière WWE 2K. WWE 2K Battlegrounds remplace WWE 2K21 pour 2020, après son annulation, en raison de la réception négative de WWE 2K20 après sa sortie en octobre 2019.

## Développement
En 2019, le prédécesseur de 2K Battlegrounds, WWE 2K20, a reçu des critiques "généralement défavorables" sur toutes les plateformes selon l'agrégateur de critiques Metacritic. Les critiques visent notamment la physique, les graphiques, le ciblage, le changement de commandes et d'autres grand nombre de problèmes,,. Début 2020, le jeu était rendu presque injouable en raison d'un bug de stockage de donnés, de nombreux joueurs se sont plaints et le hashtag #FixWWE2K20 a commencé à faire son apparition sur les réseaux sociaux. 
En avril 2020, qui a écrit pour des jeux précédents de la WWE, Justin Leeper, a annoncé que le jeu WWE 2K21 avait été annulé. La décision a été prise en raison des faibles ventes de 2K20 en plus de l'impact de la pandémie de COVID-19 sur l'industrie du jeu vidéo. Cependant, Leeper a également déclaré que le studio 2K publiera un autre jeu WWE en 2020, qui n'est pas lié à la série, tandis que WWE 2K22 sortira en 2021 pour les consoles de génération actuelles et "probablement" sur PC. 
Le 27 avril 2020, 2K a annoncé WWE 2K Battlegrounds comme un spin-off de la série, tout en annonçant que Patrick Gilmore, qui a travaillé sur des jeux précédents, y compris Disney's Aladdin sur Sega Genesis, des franchises comme Killer Instinct, Medal of Honor et plus récemment, Amazon’s New World, il serait le nouveau producteur exécutif. Le 4 mai 2020, un classement ESRB a confirmé que 2K Battlegrounds serait publié sur PlayStation 4, Xbox One, Nintendo Switch (le premier jeu WWE à sortir sur Switch depuis WWE 2K18 ) et Google Stadia (ses débuts sur Stadia), mais 2K doit encore le confirmer.